# Matières premières stratégiques
Les matières premières stratégiques sont définies comme étant des ressources naturelles rares inéquitablement localisées dans le monde ou partagées, ou coûteusement ou difficilement accessibles, mais indispensables pour l'activité industrielle, les technologies de l'information et de la communication et la sécurité intérieure d'un pays.

## Concept
Les matières premières stratégiques sont souvent disponibles en faible quantité (rareté) et posent des enjeux d'ordre scientifique, économique, environnementaux, géostratégiques, et donc politiques. Elles font l'objet de travaux de recherche pour une utilisation plus durable et soutenable. Elles sont traitées par des études prospectives,, et des études de vulnérabilité.
Les matières premières stratégiques sont diverses et se trouvent à différents endroits du globe. On compte parmi elles, notamment, les terres rares, métalloïdes et métaux stratégiques dont l'approvisionnement est compliqué et coûteux. Ces métaux sont de plus en plus utilisés ; comme le fait remarquer Eric Besson en 2011, « le nombre de « petits métaux » couramment utilisés par notre industrie est passé d’une dizaine environ dans les années 1980, puis une quinzaine dans les années 1990, à plus de 60 au début des années 2000 ». Les industries des technologies de l'information et de la communication ont aussi très tôt alerté au sujet des risques stratégiques.
Ces ressources sont stratégiques parce qu'inégalement réparties dans le monde. La croissance forte de certains pays, comme celle de la Chine, provoque une hausse de la demande et donc une augmentation brutale des prix. D'un point de vue géopolitique, certains pays qui disposent d'un monopole ou d'un quasi-monopole peuvent utiliser leur propriété de ressources stratégiques comme moyen de pression. La Chine, qui contrôle 97% de la production mondiale de terres rares et 60% des réserves exploitables connues, a par exemple ordonné fin 2010 une diminution de 72% des exportations de terres rares, et interdit leur vente au Japon en rétorsion du conflit territorial des îles Senkaku. De plus, la Chine représente seulement 1 % des réserves mondiales de cobalt, mais en raffine plus de 50 %. En 2018, 8 des 14 plus importantes mines de cobalt en RDC étaient aux mains des Chinois. Selon la direction générale du Trésor à Kinshasa, 90 % du cuivre et du cobalt produit en RDC est exporté vers la Chine.
Les industries de la défense ont été parmi les premiers acteurs à définir des ressources comme stratégiques. Le plomb, parce qu'il était vital pour les munitions et parce qu'il est utilisé dans les batteries et pour les blindages contre les rayonnements X ou radioactifs, est ainsi depuis longtemps classifié comme stratégique.
De nombreux pays cherchent à mieux sécuriser leur accès à ces ressources. La sécurisation des approvisionnements énergétiques est un volet majeur des politiques publiques liées aux matières premières stratégiques.

## Impact de la transition énergétique
L'IFP Énergies nouvelles (IFPEN) a modélisé en 2021 les besoins futurs en matériaux nécessaires pour limiter le réchauffement climatique à 2 degrés : les métaux non ferreux traditionnels, comme le cuivre ou le nickel, seront autant contraints, voire plus, que les métaux dits technologiques, comme le lithium ou les terres rares. Le monde pourrait consommer entre 60 % et 90 % des ressources en cuivre connues aujourd'hui d'ici à 2050. Pour la bauxite, ces chiffres se situent entre 50 % et 85 %, pour le cobalt autour de 80 %, 60 % pour le nickel , 30 % pour le lithium et 4 % pour les terres rares. Or les investissements nécessaires pour 2035-2040 ne semblent pas être engagés, alors qu'il faut en moyenne compter plus de 10 ans pour l'ouverture d'une mine.
En mai 2024, l'Agence internationale de l'énergie publie un rapport  sur les métaux critiques de la transition énergétique : elle redoute que la spectaculaire baisse des prix du lithium , du nickel ou du cobalt en 2023 ait pour effet de ralentir les investissements miniers nécessaires pour limiter le réchauffement climatique conformément à l'Accord de Paris. La consommation de métaux devrait être doublée d'ici 2030 et multipliée par quatre d'ici à 2040 dans le cadre du scénario net zéro de l'AIE pour atteindre 40 millions de tonnes par an. Or les mines en cours d'exploitation et les projets qui vont entrer en production ne permettront de couvrir que 70 % de la demande de cuivre en 2030 et 50 % pour le lithium.
Le rapport 2025 de l'AIE s'inquiète d'une concentration grandissante de la production et transformation de métaux dans une poignée de pays, voire un seul, et le plus souvent en Chine. La part de marché moyenne des trois principaux pays pour le raffinage de métaux de la transition est passée d'environ 82 % en 2020 à 86 % en 2024 et  sur les 20 métaux analysés, la Chine est le premier raffineur sur 19 métaux avec une part de marché moyenne de 70 % (plus de 90 % pour le gallium, le graphite et le manganèse). Dans l'extraction de minerai brut, les trois principaux producteurs représentaient en moyenne 73 % de l'offre en 2020 et 77 % en 2024. Une trop grande concentration augmente le risque de choc d'approvisionnement, qui peut se traduire par une hausse des prix de 40 à 50 %. La plupart des métaux critiques ont enregistré une volatilité des prix supérieure à celle du pétrole et du gaz. Malgré les politiques mises en place aux États-Unis ou en Europe, l'AIE prévoit que la part moyenne des trois principaux fournisseurs ne devrait diminuer que de manière marginale au cours de la prochaine décennie, revenant ainsi aux niveaux de concentration observés en 2020. Les efforts de diversification risquent de s'avérer décevants : ainsi, les batteries lithium fer phosphate, dont la part de marché atteint désormais 50 %, permettent de se passer de cobalt et de nickel, mais la Chine produit 75 % de l'acide phosphorique purifié mondial, essentiel à ces batteries.

## Guerre des métaux
Le 4 février 2025, en riposte aux annonces américaines de hausse des taxes douanières visant les produits chinois, le ministère au Commerce Extérieur chinois annonce des mesures de rétorsion : les exportations de tungstène, de tellure, de bismuth, d'indium et de molybdène ainsi que leurs coproduits seront soumises à des contrôles pour « préserver les intérêts de la sécurité nationale ». La Chine produit environ 80 % du tungstène et du bismuth dans le monde et est également le premier fournisseur des autres métaux.

## Minerals Security Partnership
En septembre 2024, une coalition baptisée Minerals Security Partnership (MSP) se forme pour mettre en commun des financements et les agences de crédit export des membres afin de sécuriser leurs chaînes d'approvisionnement en métaux critiques. Elle se compose de quatorze pays, dont les États-Unis, le Canada, l'Australie, la France, l'Allemagne, l'Inde, la Corée du Sud et le Royaume-Uni, plus la Commission européenne. Les métaux jugés critiques par le MSP sont entre autres le lithium, le cobalt, le nickel, le manganèse, le cuivre, le graphite et les terres rares. Le MSP devrait se pencher sur une trentaine de nouveaux projets à financer pour sécuriser l'approvisionnement des membres de la coalition. Ces projets concernent toute la chaîne de valeur de ces métaux, de l'exploitation minière au raffinage en passant par le recyclage.

## En France
Les métaux stratégiques font l'objet de préoccupation de la part du SDECE, puis de la DGSE. Le dernier directeur du SDECE, Alexandre de Marenches, ordonne la création d'une liste de métaux stratégiques en temps de guerre comme de paix. Cette liste, révélée en 1986, comporte le germanium (nécessaire à l'électronique avancée), le titane (pour les sous-marins de chasse), le magnésium (pour les explosifs), le platine (qui sert de conducteur pour l'aviation, notamment), le mercure (pour la chimie nucléaire et en tant qu'instruments de mesure), le molybdène (pour l'acier), le cobalt (pour la chimie nucléaire), et le niobium. 
En mars 2011, le Comité pour les métaux stratégiques (COMES) est créé afin de renforcer la vigilance française sur le sujet. Au Sénat, l'OPECST recommande la mise en place d'une politique de collecte et recyclage de ces matières stratégiques, ce qui permettrait d'économiser les ressources primaires, de réduire la dette extérieure, mais aussi d'économiser de l'énergie et d'émettre moins de gaz à effet de serre. Ce recyclage pourrait être facilité par une généralisation de l'écoconception. La lutte contre l'obsolescence programmée pourrait aussi freiner les importations de ces ressources.
Alain Geldron plaide pour une exploitation par le recyclage de ce qu'il appelle la « mine urbaine » notamment constituée des piles, accumulateurs, LEDs, lampes basse-consommation, aimants et équipements électriques et électroniques usagés. 
Le programme investissements d'avenir contient un budget de plusieurs centaines de millions d'euros consacré aux « projets de développement des technologies de collecte, de tri, de recyclage et de valorisation des déchets ainsi qu’à l’éco-conception ».

## Dans l’Union européenne
Depuis 2011, la Commission européenne publie une liste de matières premières critiques pour l'économie européenne. La criticité est évaluée sur la base de l'importance économique et du risque d'approvisionnement de la matière première. Depuis sa première version, la liste a beaucoup évolué, puisqu'elle recense trente matières premières critiques en 2020 contre seulement quatorze en 2011. On retrouve notamment dans cette liste le germanium, les terres rares, le tungstène, ainsi que le lithium qui a fait sont apparition dans la liste de 2020 en raison de l'essor des batteries électriques.

## Aux États-Unis
En juin 2024, les États-Unis imposent des droits de douane de 25 % sur les importations de graphite naturel et synthétique. Le graphite est l'ingrédient principal des anodes de batteries de voitures électriques, dont il représente près de la moitié du poids. La Chine produit plus de 97 % des anodes de batteries dans le monde, et les capacités de production sur le sol américain représentent à peine 1 % de l'offre mondiale. La Chine a déjà utilisé le graphite comme levier dans les tensions entre les deux puissances : en décembre 2023, elle avait instauré des restrictions à l'exportation de graphite et aux technologies qui permettent de le produire.
Le 15 avril 2025, Donald Trump ordonne une enquête sur toutes les importations américaines de minerais critiques, demandant au secrétaire au commerce, Howard Lutnick, de déterminer s'il y a un risque pour la sécurité nationale américaine, d'indiquer s'il y a lieu d'imposer des droits de douane spécifiques sur ces minerais, d'évaluer les vulnérabilités des États-Unis en ce qui concerne le traitement de tous les minéraux essentiels, de déterminer la manière dont les acteurs étrangers pourraient fausser les marchés et les mesures qui pourraient être prises pour stimuler l'approvisionnement et le recyclage au niveau national. Environ 58 % des importations américaines d'arsenic proviennent de Chine, 26 % pour le germanium, 24 % pour le tantale et 21 % pour le gallium.

## Australie
L'Australie détient les troisièmes plus grandes réserves mondiales de terres rares connues, et dispose d'énormes gisements de minerais stratégiques (lithium, nickel et cobalt notamment). Le Premier ministre Anthony Albanese annonce le 24 avril 2025 la constitution d'une « réserve stratégique » de 31 minéraux critiques, qui « permettra de gérer les perturbations commerciales et de marché en position de force ». L'Australie prévoit de vendre ces matières premières convoitées uniquement à des « partenaires clés ». Cette réserve est censée être opérationnelle d'ici au second semestre 2026.

## En Afrique
Le continent africain possède plus d'un cinquième des réserves mondiales dans une douzaine de métaux essentiels à la transition énergétique, dont 19 % de ceux nécessaires aux véhicules électriques, selon la Cnuced. Un rapport du Fonds monétaire international relève que l'Afrique subsaharienne détient environ 30 % des réserves minérales critiques prouvées. La République démocratique du Congo (RDC) représente plus de 70 % de la production mondiale de cobalt et environ la moitié des réserves prouvées. A eux trois, l'Afrique du Sud, le Gabon et le Ghana assurent plus de 60 % de la production mondiale de manganèse. Le Zimbabwe, la RDC et le Mali possèdent d'importants gisements de lithium encore inexplorés. Les gouvernements africains entendent développer des industries locales de transformation : en raffinant le cobalt localement, la RDC a pu faire passer le prix unitaire du minerai de 5,8 dollars par kilo au moment de l'extraction à 16,2 dollars le kilo après transformation.

## Sources
- Quand l'Afrique s'éveillera, la Chine tremblera, in Revue internationale et stratégique no 84,  éd. Armand Colin
- Russie et matières critiques, no 59 de Géoéconomie, Ruée sur les minerais stratégiques,  éd. Choiseul, automne 2011,  (ISBN 978-2-36259-027-6)
- Matières premières et intelligence économique
- Lorsque le consommateur africain se réveillera, la Chine tremblera !
- Matières premières : le grand retour des stratégies publiques
- LE PROBLÈME DES MÉTAUX ET TERRES RARES, séance du lundi 6 février 2012
- Wicri sur les métaux stratégiques, Projet mené par le LabEx RESSOURCES21 (Université de Lorraine)

### Vidéographie
- OPECST Terres rares et matières premières stratégiques et critiques, Quelle politique pour les terres rares et les matières premières stratégiques et critiques ?Sénat, lundi 6 juillet 2015.